# 音樂寺 (愛知縣)
音樂寺（日語：おんがくじ）是位於愛知縣江南市的淨土宗西山派的佛寺。山號為琴聲山。別名為「紫陽花寺」（日語：あじさい寺），本尊為藥師佛。
境内有15種類、1200棵的紫陽花，每年6月為「紫陽花祭」。並有16尊圓空所雕刻的佛像（下述簡稱圓空佛）。

## 歴史
依據寺傳，元曆元年（1184年）時由源詠法師創建，雖當初稱為大乘院，但在元應元年（1319年）改為音樂寺。
傳說大乘院是與飛鳥時代的名人，於壬申之亂立下軍功的村國男依有關的寺院。因為從寺內周遭出土了奈良時代末期～平安时代初期的布紋瓦、風招等，被認定在當時，此地即有寺院前身。 
元祿2年時，中興開山的六世映譽和尚命名為金聲山音樂寺，第二十一世的輝道和尚則於大正時代改稱琴聲山。

## 文化資產

### 江南市指定文化財
- 圓空佛藥師佛像
- 圓空佛日光菩薩像、月光菩薩像
- 圓空佛十二神將像（除戌神外有11尊）
- 圓空佛護法善神像
- 圓空佛荒神像

以上的圓空佛共計16尊，於1968年（昭和43年）12月經指定為江南市的文化資產。連同其他市指定文化資產（木造藥師佛坐像、熱田社的刀）及屋瓦等出土物，保管、展示於寺內白壁土藏樣式的村久野區歷史資料館「村國之鄉」中。
據說圓空約在延寶4年（1676年）時，短暫停留於音樂寺雕刻佛像。依據树轮年代学，這些佛像可確認是寬文11年（1671年）所採伐的檜木。

- 木造藥師佛座像

## 註腳
1. ↑  建築屋頂四角用來擋風的飾板
2. ↑  市指定文化財一覧 （页面存档备份，存于）（江南市官方網站内）、2012年3月17日閲覧
3. ↑  日文原文為「白壁土藏造」，土藏造是日本傳統建築樣式之一，是指土牆上塗上石膏的土造建築，有防火功能，多用在倉庫上。

## 外部連結
- 江南市 音楽寺と円空仏